# Ojców

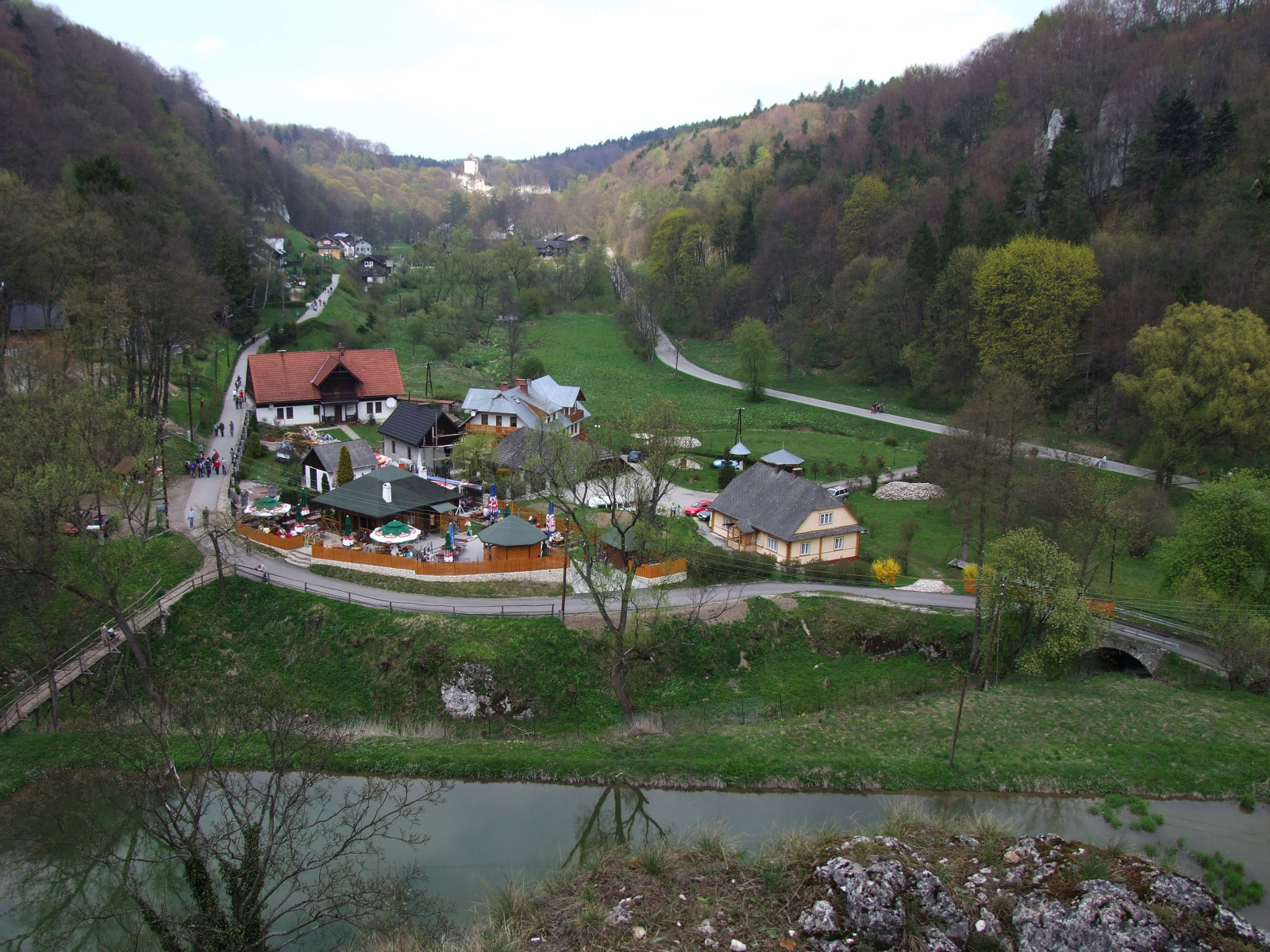
Panorama

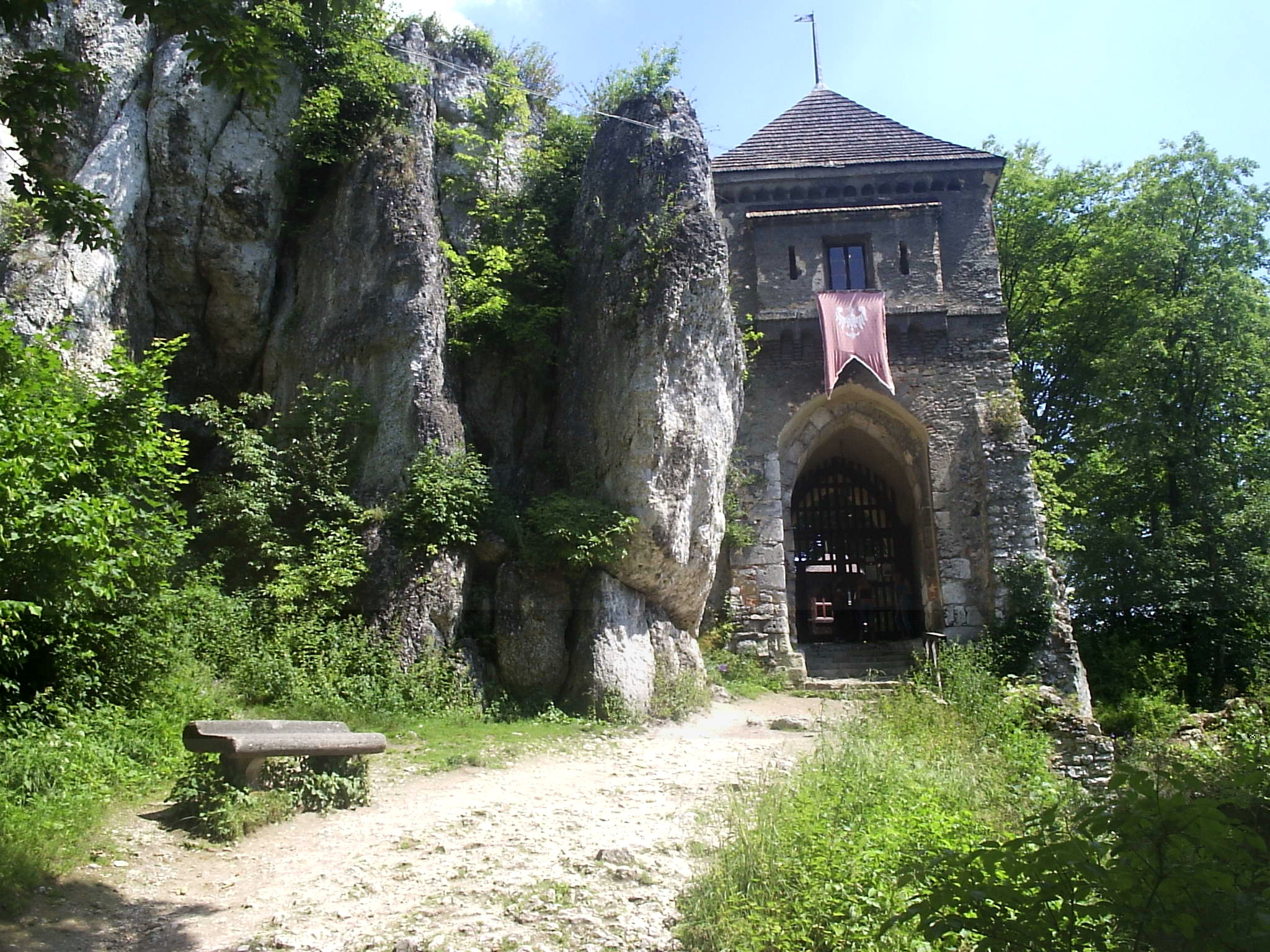
Burgruine Ojców

Ojców ist ein Dorf in der Stadt-und-Land-Gemeinde (Gmina) Skała im Powiat Krakowski in der Woiwodschaft Kleinpolen im Süden Polens. Der Ort hatte früher den Status eines staatlich anerkannten Kurorts.
Das Dorf gehört zu den Stationen auf dem Weitwanderweg Szlak Orlich Gniazd (Weg der Adlerhorste) entlang der Adlerhorst-Burgen, weil sich dort die Ruinen der gotischen Burg Ojców befinden. Im Ort hat auch die Verwaltung des Nationalparks Ojców (Ojcowski Park Narodowy), des kleinsten unter den 23 Nationalparks Polens, ihren Sitz.